# 1963-038C
1963-038C, también conocido como Transit 5E1, fue un satélite artificial del Departamento de Defensa de los Estados Unidos lanzado el 28 de septiembre de 1963 mediante un cohete Thor desde la Base Aérea de Vandenberg.

## Objetivos
El objetivo de 1963-038C era realizar estudios de partículas cargadas y campos magnéticos y del espectro solar, así como obtener datos geodésicos.

## Características
1963-038C fue lanzado a una órbita polar desde la que realizó las mediciones geomagnéticas y geodésicas. La alimentación eléctrica era producida por cuatro paneles solares. Después de agosto de 1969 el satélite tomó datos de manera infrecuente. Los últimos datos transmitidos fueron recogidos en noviembre de 1974.